# Eviga äventyr
Eviga äventyr (italienska: Ulisse) är en italiensk fantasy-äventyrsfilm från 1954 i regi av Mario Camerini. Filmen är baserad på Homeros epos Odysséen från omkring 700 f.Kr.. Kirk Douglas spelar den grekiske hjälten Ulysses och Anthony Quinn Antinous. 
Den enorma framgången med denna film ledde till att filmen Herkules (1958) spelades in, vilken i sin tur anges vara orsaken till att italienska svärd och sandal-filmer, även kallade peplum-filmer, blev en sådan fluga under 1960-talet.
Filmen hade svensk biopremiär den 24 oktober 1955.

## Rollista i urval
- Silvana Mangano – Circe/Penelope
- Kirk Douglas – Ulysses
- Anthony Quinn – Antinous
- Rossana Podestà – Nausicaa
- Jacques Dumesnil – Alcinous
- Daniel Ivernel – Eurylochus, andra befäl på Ulysses skepp
- Sylvie – Eurycleia, Penelopes hovdam
- Franco Interlenghi – Telemachus
- Elena Zareschi – Cassandra, Trojansk sierska
- Evi Maltagliati – Anticlea
- Ludmilla Dudarova – Arete
- Tania Weber – Leucantho
- Piero Lulli – Achilles
- Ferruccio Stagni – Mentor
- Alessandro Fersen – Diomedes
- Oscar Andriani – Calops
- Umberto Silvestri – Polyphemus
- Gualtiero Tumiati – Laertes
- Teresa Pellati – Melantho
- Mario Feliciani – Eurymachus
- Michele Riccardini – Leodes